# Rhipidia (Rhipidia) complexa
Rhipidia (Rhipidia) complexa is een tweevleugelige uit de familie steltmuggen (Limoniidae). De soort komt voor in het Neotropisch gebied.